# فاسكو روسي
فاسكو روسي (بالإيطالية: Vasco Rossi) (و. 1952  م) هو مغن ومؤلف، وكاتب سيناريو إيطالي، ولد في زوكا.

## وصلات خارجية
- فاسكو روسي على موقع IMDb (الإنجليزية)
- فاسكو روسي على موقع ميوزك برينز (الإنجليزية)
- فاسكو روسي على موقع إن إن دي بي (الإنجليزية)
- فاسكو روسي على موقع ديسكوغز (الإنجليزية)
- فاسكو روسي على موقع قاعدة بيانات الفيلم (الإنجليزية)